# Svilci
Svilci (Bombycidae) porodica su leptira s karakterističnim gusjenicama koje pletu čahuru od svilenih niti. Odrasle jedinke se ne hrane i žive samo dok ne polože jaja.

## Vrste
Najpoznatija vrsta je dudov svilac (Bombyx mori), potječe iz Kine, jedan je od najraširenijih kukaca na Zemlji, gusjenice se hrane lišćem bijeloga duda. Uzgaja se već 5 000 godina zbog svilenih čahura, iz kojih se dadu odmotati, do 700 m duge, svilene niti.